# برزانو دي سان بييترو
برزانو دي سان بييترو (بالإيطالية: Berzano di San Pietro)‏ هي بلدة وبلدية في مقاطعة أستي في إقليم بييمونتي في جنوب إيطاليا.

## السكان
في سنة 1861 بلغ عدد السكان 706 نسمة، وتطور العدد ليصل في سنة 2011 لـ 431 نسمة.
يظهر هذا المخطط البياني تطور النمو السكاني لـ برزانو دي سان بييترو